# Старе Осіпи
Старе Осіпи (пол. Stare Osipy) — село в Польщі, у гміні Високе-Мазовецьке Високомазовецького повіту Підляського воєводства.
Населення — 53 особи (2011).
У 1975-1998 роках село належало до Ломжинського воєводства.

## Демографія
Демографічна структура станом на 31 березня 2011 року:
|          | Загалом | Допрацездатний вік | Працездатний вік | Постпрацездатний вік |
| -------- | ------- | ------------------ | ---------------- | -------------------- |
| Чоловіки | 22      | 4                  | 13               | 5                    |
| Жінки    | 31      | 8                  | 13               | 10                   |
| Разом    | 53      | 12                 | 26               | 15                   |